# پیکربندی‌کننده
وظیفه پیکرار راهنمایی کاربر هنگام پیکربندی (پیکریدن) یه سیستم نرم‌افزاری است. درواقع، پیکرار یه سیستم نرم‌افزاری تعاملی است که با ارائه گرافیکی گزینه‌های پیکرپذیر (قابل پیکربندی)، احتمالا بهمراه مقدارهای مجاز، باعث آسان‌شدن فرایند پیکربندی (پیکرش) برای کاربر انسانی می‌شود.